# Gldani rajon
Gldani rajon (georgiska: გლდანის რაიონი, Gldanis raioni) är en rajon, en administrativ indelning, i huvudstaden Tbilisi. Gldani rajon hade vid 2014 års folkräkning 177 214 invånare.